# Kertész István (karmester)
Kertész István (Budapest, 1929. augusztus 28. – Herzlija, 1973. április 16.) magyar zenekari és operakarmester.

## Életútja

### Gyermekkora
Kertész István Budapesten született Kertész Miklós és Muresian Margit első gyermekeként, a házaspár második gyermeke, Vera, egy évvel később született. Az apa egy szécsényi zsidó családból származott, egy bőrgyár igazgatója volt, és egy vakbélgyulladásba halt bele 1938-ban. Ezután az energikus és művelt özvegy munkát vállalt, így tartotta el gyermekeit. A fiú hatéves korában kezdte el hegedű tanulmányait, majd 12 éves korában a zongorát is felvette. „Amikor hatéves voltam – emlékezett vissza a High Fidelity számára 1969 decemberében adott interjújában –, és elkezdtem zenei tanulmányaimat, 1935-öt írtunk, és kegyetlen dolgok kezdtek történni Európában… A zenébe menekültem, gyakoroltam zongorán, hegedűn, és kis darabokat is írtam.”

### Ifjúkora
A második világháború idején, a zsidóüldözések miatt a család bujkálni kényszerült. A Kertész rokonság nagyobb részét elhurcolták Auschwitzba 1943-ban, és a holokausztot nem is élték túl. A kétgyermekes család azonban édesanyjuk kitartásának következtében átvészelte a nehéz háborús időket, megmenekültek a deportálástól, túlélték az éhezést, a német és az orosz megszállást. A háború után Kertész István folytathatta hegedű tanulmányait, és zeneszerzői tanulmányokba is kezdett. A középiskolát 1947-ben fejezte be a Kölcsey Gimnáziumban, ahol kitüntetéssel érettségizett.
Érettségi után, 1947 őszén, felvették a Zeneakadémiára, ahol hegedűt, zongorát és zeneszerzést tanult Kodály Zoltánnál, Weiner Leónál és Kókai Rezsőnél. Közben érdekelni kezdte a vezénylés is, ezért Ferencsik János és Somogyi László tanítványa is lett. A Zeneakadémián ismerte meg feleségét, Gabry Editet, aki az ének tanszakon tanult (szoprán). Kertész zenei fejlődésére leginkább Somogyi László, Bruno Walter és Otto Klemperer hatott, utóbbi ebben az időben, 1947-től 1950-ig a Magyar Állami Operaház karmestere volt.

### Karrierje
Kertész István 1953-tól 1955-ig Győrben volt karmester, ezt követően 1957 elejéig a budapesti Operaház alkalmazta. Az 1956-os forradalom leverése utáni zavaros helyzetben családjával együtt elhagyta Magyarországot. Külföldön elnyert egy ösztöndíjat, aminek segítségével a római Santa Cecilia Akadémián kezdett tanulmányokat, Fernando Previtali irányításával. Felesége, Gabry Edit a brémai operaház énekese lett. Tanulmányai befejezése után Kertész a Hamburgi Szimfonikus Zenekar és a Hamburgi Állami Operaház vendégkarmestere lett. Ezen kívül vendégkarmesterkedett még Wiesbadenben és Hannoverben is, és a német közönség elismerését kiváltva mesterien dirigálta a Fideliót és a Bohéméletet.
1960-ban meghívást kapott az Augsburgi Operába, a főzeneigazgatói posztra. Itt az ő dirigálásával mutatták be Mozart A varázsfuvola, a Szöktetés a szerájból, a Così fan tutte és a Figaro házassága című operáit. Ennek okán hamarosan az egyik legjobb Mozart-interpretátorként emlegették. Ezután Verdi operái következtek: a Rigoletto, a Don Carlos, az Otello és a Falstaff, amelyekkel bebizonyította, hogy az olasz romantikus operáknak is a legkiválóbb mestere. Bemutatta Richard Strauss operáit is: a Salomét, az Arabellát és A rózsalovagot. 1961-ben meghívták a Salzburgi Ünnepi Játékokra, ahol a Szöktetés a szerájbólt vezényelte, majd 1963-ban ugyanitt A varázsfuvolát. Ezalatt sok hangversenyen vezényelte a Berlini Filharmonikus Zenekart, a Londoni Szimfonikus Zenekart, az Izraeli Filharmonikus Zenekart, dirigált a San Franciscói Operában, a Spoletói Fesztiválon, és Párizsban együtt dolgozott Arthur Rubinsteinnel. Kertész István mindössze négy év alatt megalapozta nemzetközi hírnevét.
Nagy-Britanniában 1960-ban mutatkozott be a Londoni Szimfonikus Zenekar élén. Az Izraeli Filharmonikus Zenekarral 1962 márciusában kezdődött a kapcsolata, a Tel-Avivi Mann Auditóriumban adott hangversennyel. A zenekar élén tizenegy év alatt 378 zeneművet dirigált el.
1964-ben a Kölni Operába kapott zeneigazgatói kinevezést, ahol Benjamin Britten Billy Budd és Verdi Stiffelio című operáinak németországi bemutatóját vezényelte. Ezután még – ugyancsak Kölnben – a Titus kegyelme, a Don Giovanni, a Così fan tutte és A varázsfuvola következett. Kölni igazgatói státusza fenntartásával 1965-ben a Londoni Szimfonikus Zenekar vezető karmestere lett, egyúttal a Covent Garden vendégkarmestere is volt. Londonban három évet töltött, ezalatt kialakította az együttes hangzását, remek előadásokat produkált a zenekarral, és általános elismerést aratott Antonín Dvořák kilenc szimfóniájának lemezfelvételével.
Kertész gyakori vendégkarmestere volt az Izraeli Filharmonikus Zenekarnak, a Bécsi Filharmonikus Zenekarnak, a Philadelphia Zenekarnak, a Chicagói Szimfonikus Zenekarnak és számos más együttesnek. 1973-ban a Bambergi Szimfonikus Zenekar vezető karmestere lett, de még ezelőtt a Cleveland Orchestra is sikertelen kísérletet tett a zeneigazgatói poszt betöltésére. A zenekari tagok 96 szavazattal (kettő ellenében) javasolták a tanácsnak, hogy Kertészt kérjék fel Széll György pótlására, de a zenekari tanács elutasította a kérést. Chicagóban 1967 júliusában vezényelt először a Ravinia Fesztiválon, majd 1970 és 1972 között ő volt a fesztivál vezető karmestere.
1973-ban fejezte be Brahms négy szimfóniájának felvételét a Bécsi Szimfonikusokkal, és megkezdte a Változatok egy Haydn-témára rögzítését is, ugyancsak velük. Kertész István azonban 1973. április 16-án váratlanul elhunyt: izraeli turnéja közben a vízbe fulladt, miközben a tengerben fürdött. A Bécsi Szimfonikus Zenekar – tisztelete jeléül – befejezte a Változatok felvételét. Kertész Istvánt a felesége, három gyermeke, Gábor, Péter és Katalin, édesanyja és grafikusművész húga, Vera élte túl.

## További zenekarok élén
Kertész István számos neves zenekarnak volt vezető vagy vendégkarmestere:
Bambergi Szimfonikus Zenekar, Berlini Filharmonikus Zenekar, Chicagói Szimfonikus Zenekar, Cleveland Orchestra, Royal Concertgebouw Orchestra (Amszterdam), Detroiti Szimfonikus Zenekar, Gürzenich Orchestra (Köln), Izraeli Filharmonikus Zenekar, Japan Philharmonic Orchestra (Tokió), Londoni Szimfonikus Zenekar, Los Angeles Philharmonic, Minnesota Orchestra, New Philharmonia Orchestra (London), Müncheni Filharmonikus Zenekar, New York-i Filharmonikusok, Symphonieorchester des Bayerischen Rundfunks (München), Orquestre Nacional (Madrid), Orchestre Radio-Télévision (Párizs), Suisse Romande Zenekar (Genf), Philadelphia Orchestra, Pittsburgh-i Szimfonikus Zenekar, Radio Symphony Orchestra (Berlin), Opera Orchestra of Santa Cecila (Róma), San Francisco Symphony, Symphonie Orchester des Norddeutschen Rundfunks (Hamburg), Royal Stockholm Philharmonic Orchestra, Tonhalle-Orchester (Zürich), Bécsi Filharmonikus Zenekar.

## Diszkográfia
Kertész István nagyszámú felvételei között ki kell emelni Mozart Titus kegyelme című operáját, amely akkoriban (1967) a mű első teljes felvétele volt. Figyelemre méltó Antonín Dvořák összes szimfóniájának felvétele is, amelyeket hangversenyeken is előadott. Szívesen dolgozott együtt Clifford Curzon, Hans Richter-Haaser, Vladimir Ashkenazy és Julius Katchen zongoraművészekkel. Bemutatta Kodály Zoltán alapvető zenekari műveit, precíz, mégis szenvedélyes stílusa jól érvényesült a Psalmus Hungaricus és a Páva-variációk előadása során. Az a hangzást, amit Kertész elért a Londoni Szimfonikus Zenekarnál, eltökélt szakszerűséggel vitte véghez. Barry Tuckwell, a londoni szimfonikusok szóló kürtművésze jelentette ki, hogy Kertész kisebb csodát ért el a zenekar tagjainak motiválásával.
- Bartók Béla: A kékszakállú herceg vára (Christa Ludwig, Walter Berry), Londoni Szimfonikus Zenekar (1965), Decca Records, SET 311
- Bartók: 3. zongoraverseny, Sz. 119 (Julius Katchen), Londoni Szimfonikus Zenekar (1965), Decca Records, SXL 6209
- Ludwig van Beethoven: 3. (C-dúr) zongoraverseny, Op. 37, Bambergi Szimfonikus Zenekar, Opera, EPK 3269
- Beethoven: Coriolan nyitány, Op. 62, Bambergi Szimfonikus Zenekar, Ariola/Bacc., ZK 79287
- Beethoven:
  - 3. Leonóra-nyitány, Op. 72b
  - 2. szimfónia, Op. 36, Bambergi Szimfonikus Zenekar, Opera, EPK S 91
- Johannes Brahms: 1. (D-dúr) szerenád, Op. 11, Londoni Szimfonikus Zenekar (1967), Decca Records, SXL 6340
- Brahms: 2. (A-dúr) szerenád, Op. 16, Londoni Szimfonikus Zenekar (1967), Decca Records, SXL 6368
- Brahms: 1. (c-moll) szimfónia, Op. 68, Bécsi Filharmonikus Zenekar (1973), Decca Records, SXL 6675
- Brahms: 2. (D-dúr) szimfónia, Op. 73, Bécsi Filharmonikus Zenekar (1964), Decca Records, SXL 6172
- Brahms: 3. (F-dúr) szimfónia, Op. 90, Bécsi Filharmonikus Zenekar (1973), Decca Records, SXL 6677
- Brahms: 4. (e-moll) szimfónia, Op. 98, Bécsi Filharmonikus Zenekar (1972), Decca Records, SXL 6678
- Brahms: Változatok egy Haydn-témára, Op. 56, Bécsi Filharmonikus Zenekar (1973), Decca Records, SXL 6677
- Anton Bruckner: 4. „Romantikus” szimfónia, Londoni Szimfonikus Zenekar (1965), Decca Records, SXL 6227
- Gaetano Donizetti: Don Pasquale (Graziella Sciutti, Fernando Corena, Tom Krause, Juan Oncina), Bécsi Staatsoper Ének- és Zenekara (1964), Decca Records, SET 280/81
- Antonín Dvořák: d-moll vonósszerenád, Op. 44, Londoni Szimfonikus Zenekar (1968), Decca Records,
- Dvořák: Nyitányok: A természetben, Karnevál, Othello; Scherzo Capriccioso Londoni Szimfonikus Zenekar (1966, 1965, 1965, 1963), Decca Records, SXL 6348
- Dvořák: Requiem, Op. 89 (Pilar Lorengar, Komlóssy Erzsébet, Ilosfalvy Róbert, Krause), Londoni Szimfonikus Zenekar (1968), Decca Records, SET 416/7
- Dvořák: Szláv táncok, Nos. 1, 3, 8, 9, 10, Izraeli Filharmonikus Zenekar (1962), Decca Records, SXL 6024
- Dvořák: Szimfonikus költemények: Husziták; Hazám; A déli boszorkány; A vízimanó, Londoni Szimfonikus Zenekar, (1965, 1965, 1970) Decca Records, SXL 6543
- Dvořák: Szimfonikus változatok, Londoni Szimfonikus Zenekar (1970), Decca Records, SXL 6510
- Dvořák: 1. (c-moll) szimfónia, Londoni Szimfonikus Zenekar (1966), Decca Records, SXL 6288
- Dvořák: 2. (B-dúr) szimfónia, Londoni Szimfonikus Zenekar (1966), Decca Records, SXL 6289
- Dvořák: 3. (Esz-dúr) szimfónia, Londoni Szimfonikus Zenekar (1966), Decca Records, SXL 6290
- Dvořák: 4. (d-moll) szimfónia, Londoni Szimfonikus Zenekar (1966), Decca Records, SXL 6257
- Dvořák: 5. (F-dúr) szimfónia, Londoni Szimfonikus Zenekar (1965), Decca Records, SXL 6273
- Dvořák: 6. (D-dúr) szimfónia, Londoni Szimfonikus Zenekar (1965), Decca Records, SXL 6253
- Dvořák: 7. (d-moll) szimfónia, Londoni Szimfonikus Zenekar (1964), Decca Records, SXL 6115
- Dvořák: 8. (G-dúr) szimfónia, Londoni Szimfonikus Zenekar (1963), Decca Records, SXL 6044
- Dvořák: 9. „Az új világból” szimfónia, Londoni Szimfonikus Zenekar (1966), Decca Records, SXL 6291
- Werner Egk: Bátorság és jóakarat, (Fritz Wunderlich) Bajor Rádió Szimfonikus Zenekara & Chorus, Orfeo 510011
- George Gershwin: Rhapsody in Blue (Julius Katchen), Londoni Szimfonikus Zenekar (1968), Decca Records, SXL 6411
- Edvard Grieg: a-moll zongoraverseny, (Julius Katchen), Izraeli Filharmonikus Zenekar (1962), Decca Records, SMD 1152
- Joseph Haydn:
  - 45. „Búcsú” szimfónia, Bambergi Szimfonikus Zenekar,
  - 104. „London” szimfónia, Ariola/Bacc. ZK 80051
- Kodály Zoltán: Háry János, Edinburgh-i Fesztivál Kórusa, Londoni Szimfonikus Zenekar (1968), Decca Records, SET 399/400
- Kodály:
  - Háry János szvit
  - Galántai táncok, Londoni Szimfonikus Zenekar (1964), Decca Records, SXL 6136
- Kodály: Psalmus Hungaricus, Op. 13, Londoni Szimfonikus Zenekar (1969/70), Decca Records, SXL 6497
- Kodály Zoltán: Páva-variációk (Felszállott a páva – Változatok magyar népdalra), Londoni Szimfonikus Zenekar (1969/70), Decca Records,
- Liszt Ferenc:
  - 1. (esz-moll) zongoraverseny, S. 124
  - 2. (A-dúr) zongoraverseny, S. 125, Julian von Károlyi (Károlyi Gyula), Philharmonia Hungarica (1961), EMI C 047–50517
- Wolfgang Amadeus Mozart: Così fan tutte, K. 588 (válogatás) (Lucia Popp, Brigitte Fassbaender, Tom Krause), Vienna Haydn Orchestra (1965), Decca Records, 433 066-2
- Mozart: Szöktetés a szerájból (Fritz Wunderlich, Ruth-Margaret Pütz, Renate Holm, Andreas Wolf, Erwin Wohlfahrt, Littasy György), K.384, Mozarteum-Orchester Salzburg, a Bécsi Opera kórusa, (1961), Decca Records, DK 11 560/1-2
- Mozart: A varázsfuvola, K. 620 (Lucia Popp, Tom Krause, Werner Krenn), Vienna Haydn Orchestra (1967), Decca Records, DK 11 560/1-2
- Mozart: Titus kegyelme, K. 621 (Teresa Berganza, Maria Casula, Brigitte Fassbaender, Lucia Popp, Werner Krenn), Tugomir Franc, a Bécsi Opera zenekara és kórusa (1967), Decca Records, SET 357/59
- Mozart: Szabadkőműves gyászzene, (Fischer György, Werner Krenn, Tom Krause), Londoni Szimfonikus Zenekar (1968), Decca Records, SXL 6409
- Mozart:
  - C-dúr zongoraverseny, No. 8, K. 246
  - „Jeunehomme” zongoraverseny, No. 9, K. 271
  - a-moll rondo, K. 511 (Vladimir Ashkenazy), Londoni Szimfonikus Zenekar (1966), Decca Records, SXL 6259
- Mozart:
  - G-dúr zongoraverseny, No. 17, K. 453
  - „Koronázási” zongoraverseny, No. 26, K. 537 (Hans Richter-Haaser), London Philharmonia Orchestra, EMI 1 047–50506
- Mozart:
  - A-dúr zongoraverseny, No. 23, K. 488
  - c-moll zongoraverseny, No. 24, K. 491 (Clifford Curzon), Londoni Szimfonikus Zenekar (1967, Decca Records, SXL 6354
- Mozart: B-dúr zongoraverseny, No. 27, K.595 (Clifford Curzon), Londoni Szimfonikus Zenekar (1967), Philips-DECCA 456757
- Mozart: „Mozart Festival” Vol. I, Bécsi Filharmonikus Zenekar, Decca Records, DK 11 536/1-2
- Mozart: „Mozart Festival” Vol. II, Bécsi Filharmonikus Zenekar, Decca Records, DK 11 560/1-2
- Mozart: Requiem, K. 626 (Elly Ameling, Marilyn Horne, Ugo Benelli, Tugomir Franc), Bécsi Filharmonikus Zenekar (1965), Decca Records, SMD 1242
- Mozart:
  - Sinfonia Concertante hegedűre, brácsára és zenekarra, K. 364
  - A-dúr klarinétverseny, K. 622 (Suzanne Lautenbacher, Ulrich Koch, Karl Dörr), Bambergi Szimfonikus Zenekar, Turnabout STV 34 098
- Mozart:
  - Szonáta orgonára és zenekarra, No. 5
  - Szonáta orgonára és zenekarra, No. 11, K. 245
  - Szonáta orgonára és zenekarra, No. 13
  - Szonáta orgonára és zenekarra, No. 14 (Ella István), Corelli Kamarazenekar, Hungaraton, HCD 128662
- Mozart:
  - g-moll szimfónia, No. 25, K. 183/173 dB
  - A-dúr szimfónia, No. 29, K. 201
  - „Haffner” szimfónia, K.385, Bécsi Filharmonikus Zenekar (1972, 1972, 1962), Decca Records,/Vienna (Sofiensaal) King 230E 51016
- Mozart:
  - B-dúr szimfónia, No. 33, K. 319
  - Esz-dúr szimfónia, K. 543, Bécsi Filharmonikus Zenekar (1962), Decca Records, SXL 6056
- Mozart:
  - „Linzi” szimfónia, K. 425
  - g-moll szimfónia, No. 40, K. 550, Bécsi Filharmonikus Zenekar (1963, 1972), Vienna (Sofiensaal)/King
- Mozart:
  - Kis éji zene (G-dúr szerenád), K. 525, Bécsi Filharmonikus Zenekar (1963), Decca Records, SXL 6091
- Mozart: Koronázási mise, K. 317, Bécsi Filharmonikus Zenekar, Opera EPK 3257
- Szergej Prokofjev: III. (C-dúr) zongoraverseny, op. 26 (Julius Katchen), Londoni Szimfonikus Zenekar (1968), Decca Records, SXL 6411
- Maurice Ravel: G-dúr zongoraverseny (Julius Katchen), Londoni Szimfonikus Zenekar (1968), Decca Records, SXL 6209
- Ravel: D-dúr zongoraverseny bal kézre (Julius Katchen), Londoni Szimfonikus Zenekar (1968), Decca Records, SXL 6411
- Ottorino Respighi:
  - Róma fenyői
  - Róma kútjai
  - A madarak (Gli Uccelli), Londoni Szimfonikus Zenekar (1968), Decca Records, SXL 6401
- Gioachino Rossini: Stabat Mater Pilar Lorengar, Luciano Pavarotti, Yvonne Minton, Hans Sotin, Londoni Szimfonikus Zenekar (1970/1), Decca Records, SXL 6524
- Dmitrij Sosztakovics: 5. (d-moll) szimfónia, Op. 47, Orchestre de la Suisse Romande (1962), Decca Records, SXL 6018
- Franz Schubert:
  - 1. (D-dúr) szimfónia, D. 82, Bécsi Filharmonikus Zenekar (1971), Decca Records, SXL 6552
  - 2. (B-dúr) szimfónia, D. 125, Bécsi Filharmonikus Zenekar (1971), Decca Records, SXL 6552
  - 3. (D-dúr) szimfónia, D. 200, Bécsi Filharmonikus Zenekar (1971), Decca Records, SXL 6553
  - 4. „Tragikus” szimfónia, D. 417, Bécsi Filharmonikus Zenekar (1970), Decca Records, SXL 6483
  - 5. (B-dúr) szimfónia, D. 485, Bécsi Filharmonikus Zenekar (1970), Decca Records, SXL 6483
  - 6. „kis C-dúr” szimfónia, D. 589, Bécsi Filharmonikus Zenekar (1970), Decca Records, SXL 6553
  - 7/8. „Befejezetlen” szimfónia, D. 759, Bécsi Filharmonikus Zenekar (1963), Decca Records, SXL6090
  - 9. „nagy C-dúr” szimfónia, D. 944, Bécsi Filharmonikus Zenekar (1962), Decca Records, SXL 6089
  - Nyitányok a Des Teufels Lustschloss (D. 84) című operából, C-dúr, olasz stílusban, D. 591, Fierabras, D. 796, Bécsi Filharmonikus Zenekar (1963), Decca Records, SXL6090
- Robert Schumann: a-moll zongoraverseny, Op. 54 (Julius Katchen), Izraeli Filharmonikus Zenekar, Decca Records, SMD 1152
- Bedřich Smetana: „Bohemian Rhapsody”: Moldva; Az eladott menyasszony-nyitány, Izraeli Filharmonikus Zenekar (1962), Decca Records, SXL 6024
- Richard Strauss: Kürtversenyek, Nos. 1-2
  - Franz Strauss: Kürtverseny, Op. 8, (Barry Tuckwell), Londoni Szimfonikus Zenekar (1966), Decca Records, SXL 6285
- Giuseppe Verdi: Otello, Augsburgi Állami Opera, Opera, EPK 1220

## Fordítás
- Ez a szócikk részben vagy egészben  az   István Kertész (conductor) című angol Wikipédia-szócikk ezen változatának fordításán alapul.  Az eredeti cikk szerkesztőit annak laptörténete sorolja fel. Ez a jelzés csupán a megfogalmazás eredetét és a szerzői jogokat jelzi, nem szolgál a cikkben szereplő információk forrásmegjelöléseként.